# Szjarhej Javhenavics Alejnyikav
Szjarhej Javhenavics Alejnyikav (belaruszul: Сяргей Яўгенавіч Алейнікаў, oroszul: Серге́й Евге́ньевич Але́йников) (Minszk, 1961. november 7. –) fehérorosz válogatott labdarúgó.
A szovjet válogatott tagjaként részt vett az 1986-os és az 1990-es világbajnokságon.

## Statisztika
| Szovjetunió | Szovjetunió | Szovjetunió |
| Időszak     | Mérk.       | gól         |
| ----------- | ----------- | ----------- |
| 1984        | 6           | 0           |
| 1985        | 14          | 1           |
| 1986        | 10          | 1           |
| 1987        | 8           | 1           |
| 1988        | 15          | 2           |
| 1989        | 7           | 0           |
| 1990        | 5           | 0           |
| 1991        | 8           | 1           |
| Összesen    | 73          | 6           |

| Független Államok Közössége | Független Államok Közössége | Független Államok Közössége |
| Időszak                     | Mérk.                       | gól                         |
| --------------------------- | --------------------------- | --------------------------- |
| 1992                        | 4                           | 0                           |
| Összesen                    | 4                           | 0                           |

| Fehéroroszország | Fehéroroszország | Fehéroroszország |
| Időszak          | Mérk.            | gól              |
| ---------------- | ---------------- | ---------------- |
| 1992             | 1                | 0                |
| 1993             | 2                | 0                |
| 1994             | 1                | 0                |
| Összesen         | 4                | 0                |